# Зиновьев, Игорь
Игорь Зиновьев (род. 23 мая 1966, Ленинград) — боец смешанного стиля из России. Он участвовал в боях под эгидой Extreme Fighting, завоевав титул чемпиона в среднем весе. После распада этой организации перебрался в UFC. В бою против Фрэнка Шемрока был отправлен в нокаут броском с переворотом на голову (т. н. slam). После этого в боях участия не принимал, а занялся тренерской деятельностью, в частности, тренировал команду Chicago Red Bears ныне уже не существующей организации International Fight League.

## Начало жизненного пути
Игорь Зиновьев родился и вырос в Ленинграде. Он был болезненным и слабым из-за менингита и до четырёх лет не мог ходить. Он занялся плаваньем и вскоре поступил в спортивную школу. Там он посещал секции бокса, дзюдо и самбо. После двух лет службы в части спецназначения Игорь четыре года работал в милиции. Также становился чемпионом ВДВ по рукопашному бою.

## Карьера в MMA
Дорогу в профессиональные бои Зиновьеву открыло знакомство с американским бизнесменом, согласившимся представлять его интересы. После прибытия в Нью-Йорк Зиновьев, по его словам, принимал участие в десятке подпольных турниров в районах Бруклин и Куинс.
Наконец, в 1995 году Зиновьев дебютирует в MMA под эгидой организации World Extreme Fighting. В первом профессиональном бою встретился с Harold German, вынудив его признать поражение после серии сокрушительных ударов сверху.
Бой с Mario Sperry, вероятно, является одним из самых захватывающих в истории MMA. Мастер БДД, Сперри являлся серьёзным противником. Продолжавшийся 11 с лишним минут поединок был остановлен после проведённого удушающего приёма, который успешно провёл Зиновьев. Зиновьев завоёвывает титул чемпиона EFC в среднем весе.
В 1998 году Игорь дебютировал в UFC в бою с Фрэнком Шемроком. Для Зиновьева бой завершился нокаутом и сломанной ключицей после броска на голову, выполненного Фрэнком на 22-й секунде. После этого боя Игорь завершил карьеру бойца.
В ноябре 2006 года организация International Fight League объявила, что Зиновьев будет тренировать новую команду Chicago Red Bears, состоящую преимущественно из русскоязычных бойцов.

## Таблица выступлений в MMA
В профессиональных смешанных единоборствах Игорь Зиновьев провёл 7 боёв.
| Результат | Рекорд | Соперник        | Способ                                    | Турнир                          | Дата            | Раунд | Время | Место                      | Примечание                                        |
| --------- | ------ | --------------- | ----------------------------------------- | ------------------------------- | --------------- | ----- | ----- | -------------------------- | ------------------------------------------------- |
| Поражение | 4-1-2  | Фрэнк Шемрок    | Нокаутом (бросок)                         | UFC 16 - Battle in the Bayou    | 13 марта 1998   | 1     | 0:22  | Кеннер, Луизиана, США      | Бой за звание чемпиона UFC в первом тяжёлом весе. |
| Ничья     | 4-0-2  | Осами Шибайа    | Ничья (единогласным)                      | Pancrase - Alive 11             | 20 декабря 1997 | 2     | 3:00  | Йокогама, Канагава, Япония |                                                   |
| Ничья     | 4-0-1  | Джон Лобер      | Ничья                                     | EF 3 - Extreme Fighting 3       | 18 октября 1996 | 3     | 5:00  | Талса, Оклахома, США       |                                                   |
| Победа    | 4-0    | Энсон Иноуэ     | Техническим нокаутом (удары)              | VTJ 1996 - Vale Tudo Japan 1996 | 7 июля 1996     | 1     | 0:44  | Ураясу, Тиба, Япония       |                                                   |
| Победа    | 3-0    | Стив Фолкнер    | Сабмишном (удушение сзади)                | EF 2 - Extreme Fighting 2       | 26 апреля 1996  | 1     | 0:44  | Монреаль, Квебек, Канада   |                                                   |
| Победа    | 2-0    | Марио Сперри    | Техническим нокаутом (остановка доктором) | EF 1 - Extreme Fighting 1       | 18 ноября 1995  | 1     | 11:39 | Уилмингтон, США            |                                                   |
| Победа    | 1-0    | Гарольд Джермен | Сабмишном (сдача от ударов)               | EF 1 - Extreme Fighting 1       | 18 ноября 1995  | 1     | 0:40  | Уилмингтон, США            |                                                   |

## Личная жизнь
Игорь Зиновьев женат на Татьяне Зиновьевой и растит сына Даниэля. В настоящее время[когда?] они проживают в Нью-Джерси в небольшом городке в нескольких минутах от океана.